# Mesóvouno
 (juillet 2025).
Si vous disposez d'ouvrages ou d'articles de référence ou si vous connaissez des sites web de qualité traitant du thème abordé ici, merci de compléter l'article en donnant les références utiles à sa vérifiabilité et en les liant à la section « Notes et références ».
Mesóvouno (grec moderne : Μεσόβουνο), connu avant 1927 comme Karmishta (grec moderne : Κρίμσια), est un village et une dème d’Éordée. Le recensement de 2011 a enregistré 407 habitants dans le village.

## Histoire
En octobre 1941 et en avril 1944, lors de l'Axe de l'occupation de la Grèce, la Wehrmacht fait deux massacres dans le village ((en) massacre de Mesóvouno). 268 civils sont assassinés.